# Teodor z Grammont
Teodor z Grammont, również: Teodor z Octodorum, Teodul z Valais lub Joder (zm. ok. 400) – pierwszy biskup Octodorum (dzis. Martigny) i patron kantonu Valais w Szwajcarii, święty Kościoła katolickiego.
Około 350 biskup odkrył i zidentyfikował zwłoki męczenników z Legii Tebańskiej. Na ich cześć zbudował bazylikę w Agaunum (dzis. Saint-Maurice), której pozostałości istnieją do dzisiejszego dnia.
Jego wspomnienie liturgiczne w Kościele katolickim obchodzone jest 16 sierpnia.
Kościół ortodoksyjny w Anglii wspomina biskupa 4/17 sierpnia.